# Bull Lake (Fox Creek)
Bull Lake är en sjö i Kanada.   Den ligger i Kenora District och provinsen Ontario, i den sydöstra delen av landet, 1 300 km väster om huvudstaden Ottawa. Bull Lake ligger 455 meter över havet. Arean är 0,22 kvadratkilometer. Den ligger vid sjön Calf Lake. Den sträcker sig 1,0 kilometer i nord-sydlig riktning, och 0,5 kilometer i öst-västlig riktning.
I omgivningarna runt Bull Lake växer i huvudsak blandskog. Trakten runt Bull Lake är nära nog obefolkad, med mindre än två invånare per kvadratkilometer.